# 王梦菡
王梦菡，笔名中国桃，英文笔名Tau Tau，作家、电影制片人及導演，出生于哈尔滨，在上海长大，现居德国柏林。

## 生平
16岁时出版第一部长篇小说《象牙童话》，题材来自在上海市第三女子中学的高中生活。此小说后被改编成广播剧，获2012年中华人民共和国文化部影视广播作品大奖。陸續也出版长篇小说《狐香》及《北非，摇摇摇》。
王梦菡曾出任电视选秀节目《超级模特》评委和江苏卫视脱口秀节目《非诚勿扰》的女嘉宾，同时是上海外语频道（ICS）《Culture Matters》的脱口秀嘉宾。
定居德国柏林后，出任导演为Juergen.R.Weber的竞赛电影《伤口绽放》（OPEN WOUND）的制片人。该片获21项国际电影节大奖，其中包括王梦菡（Tau Tau Menghan）获得好莱坞HIMPFF 2017最佳制片人大奖。2023年王梦菡导演并编剧制片的英文新长片《粉红誓言》（PINKY SWEAR- Whatever She Wants),获得瑞典电影大奖（SFA）最佳女导演奖，及瑞典国际电影节（SIFF）最佳制片人大奖，并入选其他11个国际电影节。